# 东母猪河
东母猪河，位于中国山东省东部，是母猪河左岸支流，发源于威海市环翠区草庙子镇东北正棋山西麓，西南流经文登市西郊，至泽头镇道口村北入母猪河。全长50.6公里，流域面积360平方公里。途纳九里水头河、抱龙河等支流。